# Danny Rose
Danny Rose (* 2. července 1990, Doncaster) je bývalý anglický profesionální fotbalista, který hrál na pozici levého obránce.

## Klubová kariéra

### Leeds United
Rose začínal s fotbalem v Leeds United. Patřil mezi trojici hráčů, které oslovila prvoligové Chelsea, ovšem na rozdíl od spoluhráčů do ní nepřestoupil.
V sezóně 2006/2007 se prvně dostal do seniorského týmu v srpnovém zápase Ligového poháru s Chester City na domácí půdě. Byl to jeho první a nakonec i jediný zápas na lavičce Leeds, neboť trenér Kevin Blackwell byl vzápětí vyhozen.

### Tottenham Hotspur
V létě 2007 přestoupil do Tottenhamu, poté co na sebe upozornil na šampionátu hráčů do 17 let.
Jeho první zápas na lavičce Tottenhamu byl hrán v lednu 2008, Rose do zápasu nezasáhl.
Následně putoval po hostováních.
V ročníku 2016/17 byl součástí základní sestavy Tottenhamu navzdory krátké pauze kvůli potížím se šlachou.
Na začátku jarní části si Rose přivodil zranění kolene, které jej trápilo i následující sezónu. Sezónu 2018/19 zahájil na lavičce, neboť Spurs pod trenérem Mauricio Pochettinem hrálo na tři obránce.

## Osobní život
V roce 2018 přiznal problémy s depresemi, které mělo způsobit dlouhodobé zranění a rodinné tragédie.

## Úspěchy
- Tým roku Premier League podle PFA – 2015/16,[10] 2016/17[11]